# Calyptranthes lepida
Calyptranthes lepida är en myrtenväxtart som beskrevs av Mcvaugh. Calyptranthes lepida ingår i släktet Calyptranthes och familjen myrtenväxter. Inga underarter finns listade i Catalogue of Life.